# McClelland Gallery and Sculpture Park

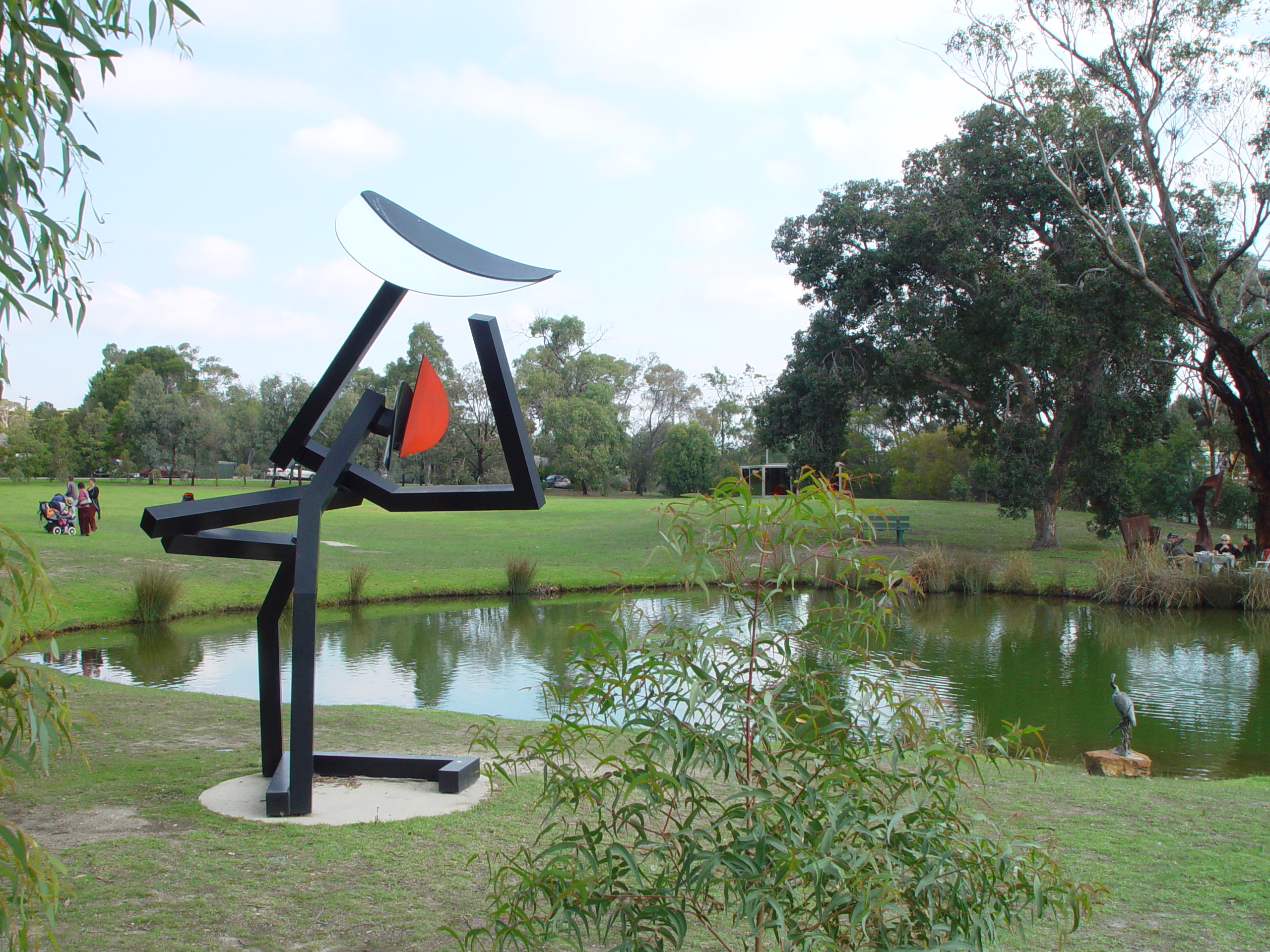
Het beeldenpark met Jabaroo van Inge King

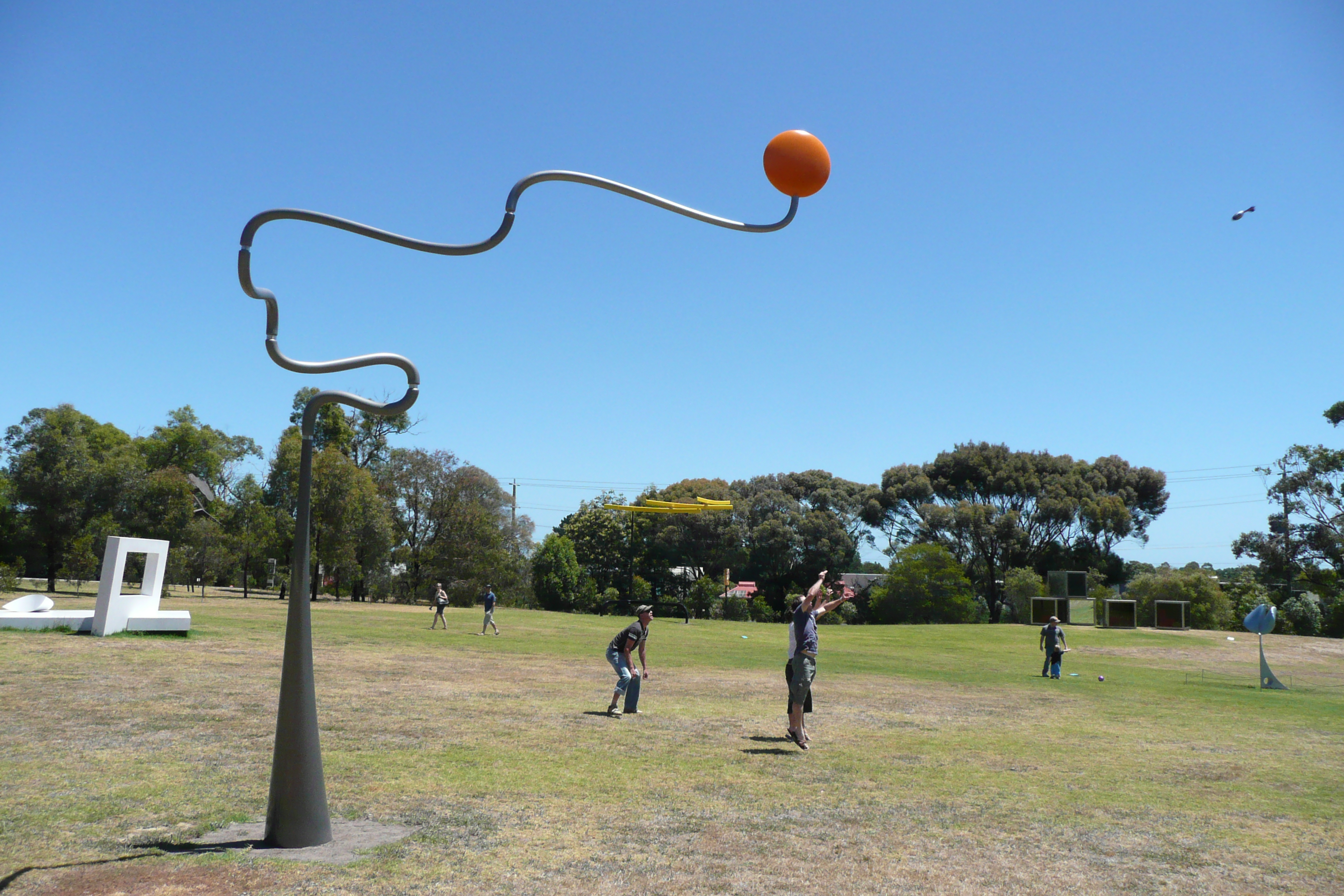
Kinetisch object van Phil Price

McClelland Gallery and Sculpture Park is een beeldenpark en expositieruimte voor moderne en hedendaagse kunst in Langwarring bij Melbourne in de Australische staat Victoria.

## Galerie en beeldenpark
McClelland, dat werd opgericht in 1971, beschikt over drie expositieruimtes voor wisseltentoonstellingen van Australische beeldhouw- en schilderkunst, grafiek en fotografie, alsmede sinds 1989 een beeldenpark, dat in 2007 met acht hectare aanzienlijk werd uitgebreid tot 16 hectare. Het beeldenpark is vrij toegankelijk en toont 70 werken van onder anderen Auguste Rodin (Monument pour Balzac) en Henry Moore (Draped Seated Woman), alsmede van prominente Australische beeldhouwers.
Tot de permanente collectie behoren werken van vrijwel alle leden van de kunstenaarsgroepering Centre Five, zoals Inge King, Norma Redpath, Clifford Last en Lenton Parr, waarmee McClelland Gallery and Sculpture Park altijd een bijzondere band heeft gehad.

## Permanente collectie
- Bruce Armstrong : City (1987)
- George Baldessin : Untitled (1966/67)
- Geoffrey Bartlett : The rise of the flowering plants (1984)
- Ewan Coates (1965, Melbourne) : Three pillars of instant gratification (2007)
- Peter Corlett (1944) : Tarax Play Sculpture (1969), La Stupenda (2003)
- Vincas Jomantas (1922-2001) : Landing object II (1992)
- John Kelly (1965, Bristol (U.K.) : Maquette for a public monument (2003), Untitled (2006)
- Inge King (1918, Berlijn): Flight Arrested (1964), Jabaroo (1984), Island Sculpture (1991)
- Clifford Last (1918 - 1991) : Metamorphosis II (1987)
- Michael Le Grand: Schism (2006)
- Clement Meadmore (1929, Melbourne) : Paraphernalia (1999)
- Robert Owen: Double Vision Nr. 2 (2003)
- Adrian Page : Torus - Hidden and revealed (2003)
- Lenton Parr (1924 - 2003, Melbourne): Custom House Screen
- Phil Price (1965, Nelson, Nieuw-Zeeland): Ratytus (2005)
- Anthony Pryor (1951 - 1991, Melbourne): Sea Legend (1991-2000)
- Norma Redpath (1928, Melbourne) : Untitled (1964), Desert Arch (1968), Landscape Caryatid (1980/85)
- Ron Robertson-Swann (1941, Sydney) : Turn (1988), Lunar chariot (2003)
- Lisa Roet (1967, Melbourne) : White Ape (2005)
- Peter Schipperheyn (1955, Melbourne) : Thus Spake Zarathustra (2006)
- Ken Unsworth (1931, Melbourne) : Annulus of stones (2007)
- David Wilson (1947, Londen): Black Vessel (1977), Earth (1978), Dry pool (1979), Shore column (1981), Stump stall (1985) en Around the mirror (1987)

## Fotogalerij

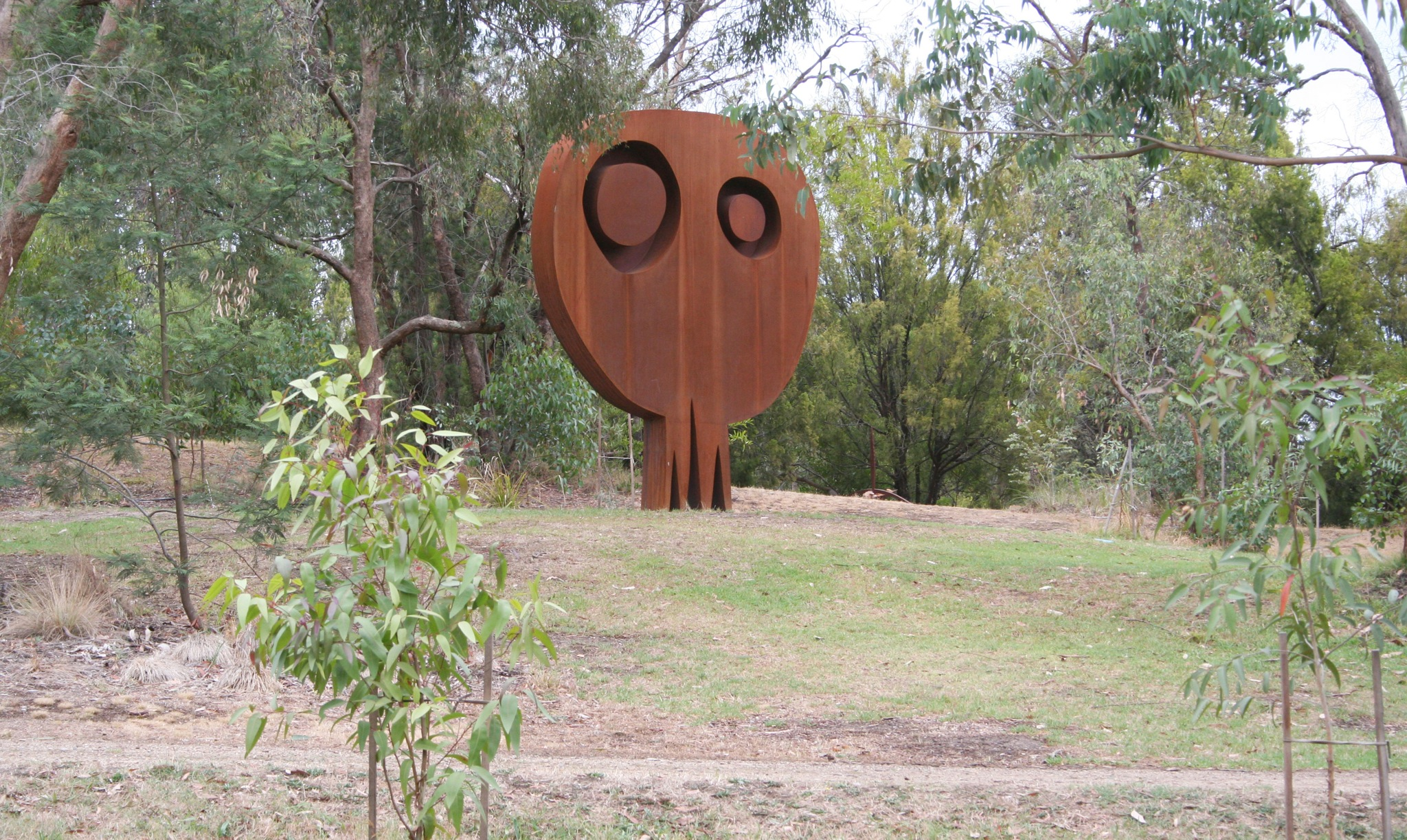
Untitled (2006) van John Kelly
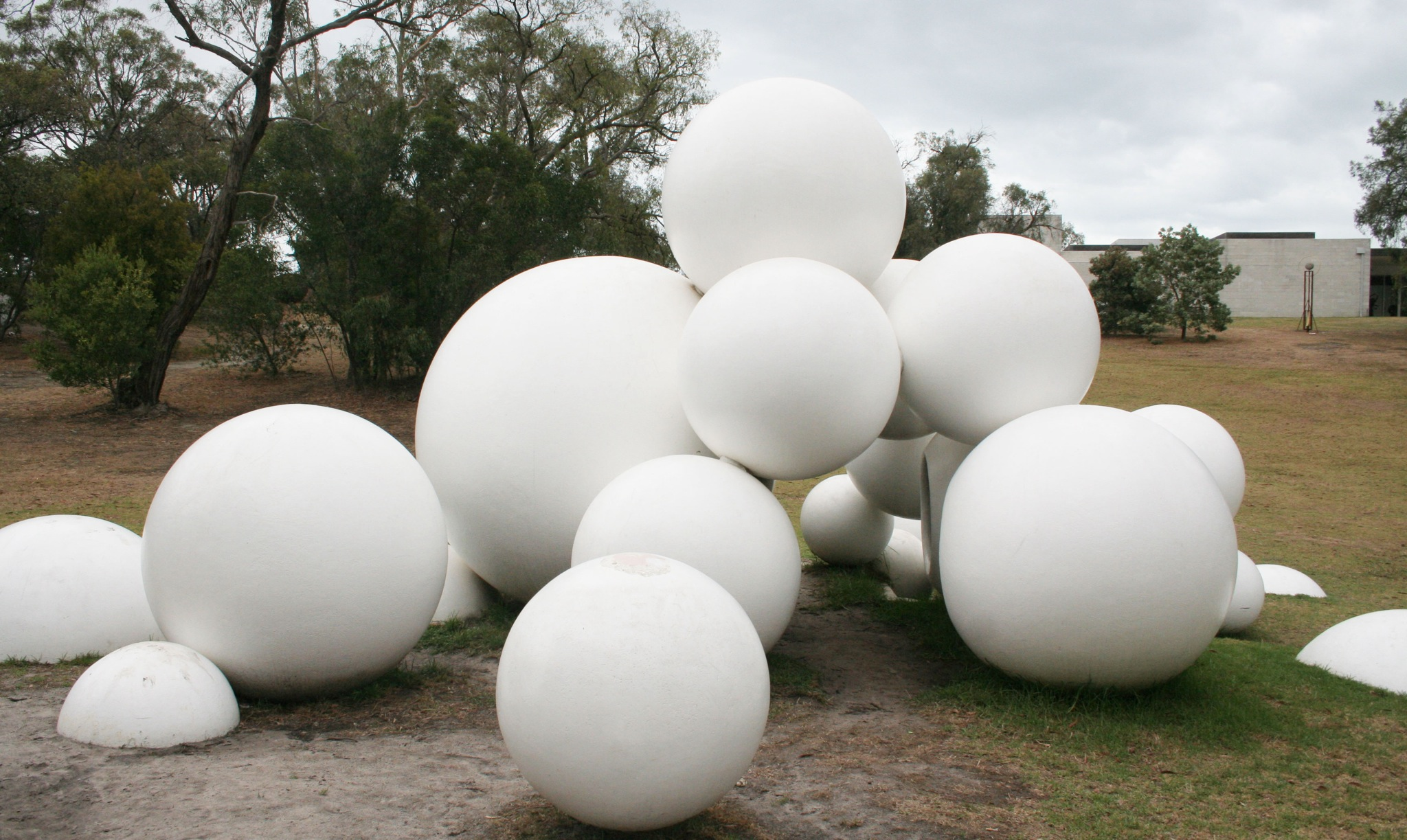
Tarax Play Sculpture (1969) van Peter Corlett
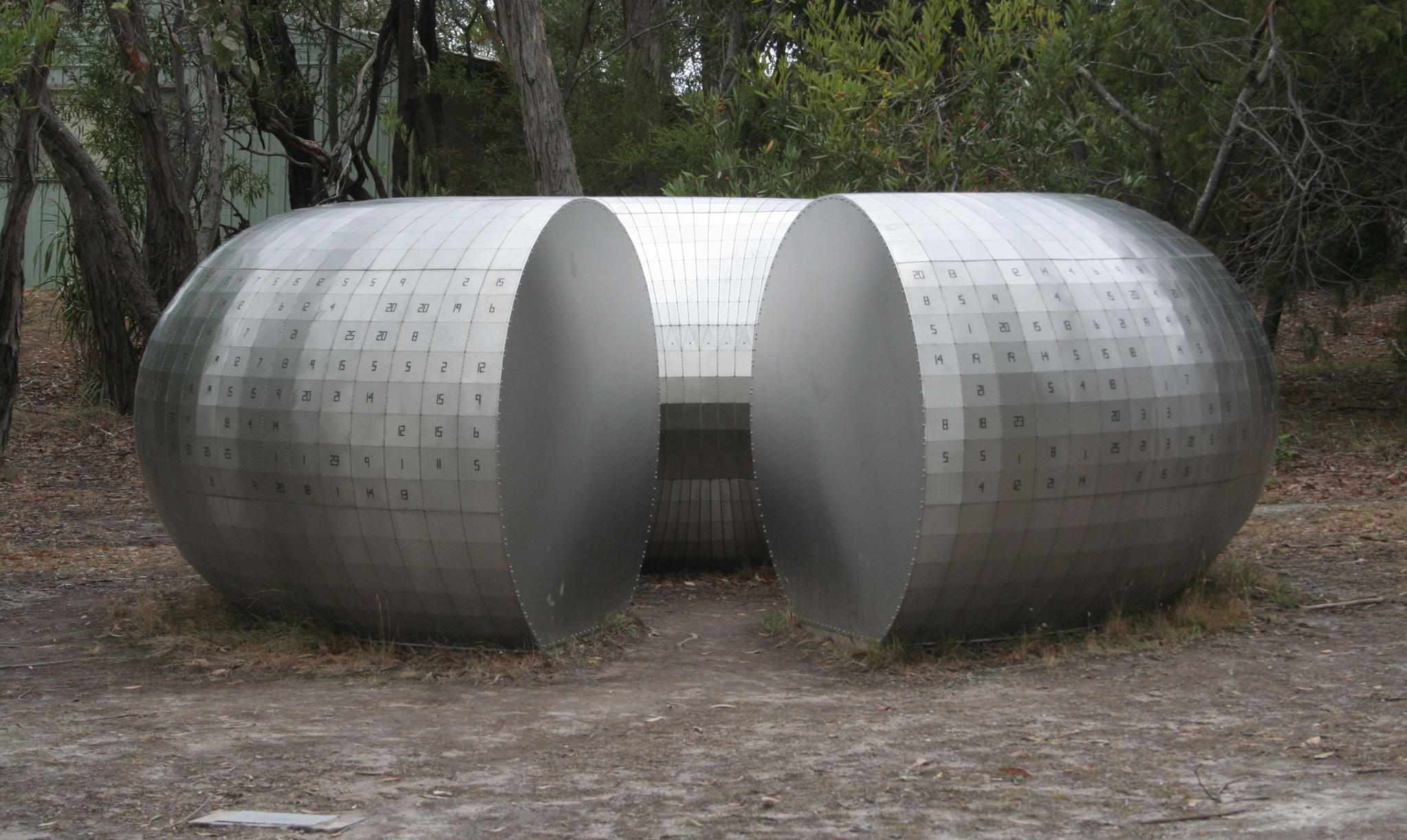
Torus - Hidden and revealed (2003) van Adrian Page